# Elmore Leonard

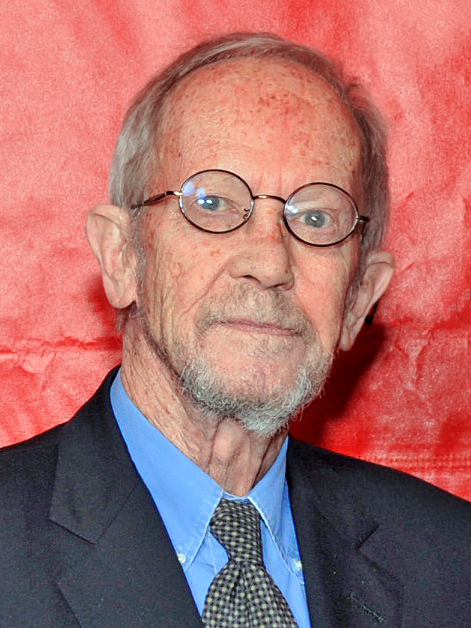
Elmore Leonard in 2011

Elmore Leonard (New Orleans, 11 oktober 1925 – Bloomfield Hills, Michigan, 20 augustus 2013) was een Amerikaans schrijver en scenarist. Vele van zijn werken zijn verfilmd.

## Leven en werk
Leonard werd geboren in New Orleans, Louisiana, maar door het werk van vader Leonard bij General Motors verhuisde het gezin regelmatig, vooraleer zich definitief te vestigen in Detroit, Michigan. Leonard diende in de Tweede Wereldoorlog bij de Seabees, de genietroepen van de US Navy. Na de oorlog studeerde hij Engelse literatuur en filosofie aan de Universiteit van Detroit. Hij begon korte pulpverhalen te schrijven, voornamelijk in het westerngenre. Later schakelde hij over naar het schrijven van misdaadthrillers. 
Leonards verhalen worden gekenmerkt door hun rauwe realisme en sterke dialogen. Zij worden vaak gebruikt als basis voor films of televisieseries. Leonard heeft zelf enkele van zijn verhalen tot scenario bewerkt.